# 加拿大外交部長
加拿大外交部长（英語：Minister of Foreign Affairs）是加拿大内阁中的一位部长，负责监督加拿大政府的对外关系，并主管加拿大全球事务部。虽然国际贸易部长主管贸易事务，但外交部长是该部门的首席部长。除了全球事务部外，该部长还负责监督国际人权与民主发展中心以及国际发展研究中心。
从1909年至1993年，该职位被称为对外事务国务秘书（Secretary of State for External Affairs）或外務卿。最初两任外務卿——1909年至1912年间的查尔斯·墨菲（在威尔弗里德·劳雷尔爵士政府任职）与威廉·詹姆斯·罗奇（在罗伯特·博登爵士政府任职）——还同时担任加拿大国务秘书。这两个职位于1912年永久分开，之后的对外事务职务由加拿大总理兼任至1946年。
2025年3月起，该职位新增了原由国际发展部长负责的国际发展事务，全称遂改为外交与国际发展部长（Minister of Foreign Affairs and International Development），同年5月則改回原稱。